# جون تايلور هاميلتون
جون تايلور هاميلتون (بالإنجليزية: John Taylor Hamilton)‏ هو سياسي أمريكي، ولد في 16 أكتوبر 1843 في جينيسيو في الولايات المتحدة، وتوفي في 25 يناير 1925 في سيدار رابيدز في الولايات المتحدة. حزبياً، نشط في الحزب الديمقراطي. وقد انتخب عضو مجلس النواب الأمريكي.